# Mounts Iglit-Baco National Park
Mounts Iglit-Baco National Park is een beschermd natuurgebied in de Filipijnen dat sinds 2003 behoort tot de erfgoedlijst van de ASEAN. Het park heeft een oppervlakte van 754,45 km². Driekwart daarvan valt in de provincie Negros Occidental en het restant in Negros Oriental. Het park is gesitueerd rondom de bergen Mount Iglit en Mount Baco in het midden van het eiland Mindoro. In Mounts Iglit-Baco National Park hebben minstens acht rivieren hun oorsprong. Het park wordt gekenmerkt door ruig terrein met heuvels, kloven en plateaus. Het grootste deel van het park heeft een savannelandschap. Ook kent het park nog stukken laagland- en hooglandregenwouden. Het park maakt ook kans op plaatsing op de Werelderfgoedlijst van de UNESCO.

## De tamaroe
Het park is het leefgebied van de endemische tamaroe of mindorobuffel (Bubalus mindorensis). Dit is een klein soort hoefdier uit de onderfamilie runderen (Bovinae) dat alleen op de Filipijnen voorkomt. Het is een van de meest in zijn voortbestaan bedreigde zoogdieren van de wereld. Om het behoud van deze diersoort, maar ook als leefgebied van bedreigde plant- en vogelsoorten werd dit bosgebied in 1969 ingesteld als beschermd natuurgebied van 89,65 km² en een jaar later als veel groter Nationaal Park.

## Andere flora en fauna
Naast de tamaroe komen nog meer zeldzame en bedreigde zoogdiersoorten in het park voor zoals Anonymomys mindorensis (een knaagdier), de Filipijnse sambar (Cervus mariannus), Filipijns wrattenzwijn (Sus philippensis) en Sus oliveri (een wild varken dat alleen voorkomt op het eiland Mindoro). Verder de vogelsoorten mindoro-dolksteekduif (Gallicolumba platenae),  mindoromuskaatduif (Ducula mindorensis), mindorodwergooruil (Otus mindorensis) en  mindorospoorkoekoek (Centropus steerii). Bijzondere planten daar zijn: de mabolo (Diospyros discolor) en de liaan Strongylodon macrobotrys.